# Cronologia dos atos de violência no Brasil em 2006
Cronologia dos atos de violência organizada no Brasil em 2006.

## Quinta-feira, 11 de Maio
- A inteligência da polícia de São Paulo intercepta ligações entre membros do PCC e descobre planos de megarrebelião, como a de 2001, para o Dia das Mães.
- Como resposta o governo estadual decide pela transferência de 765 líderes da facção criminosa entre outros presos de maior periculosidade para a Penitenciária 2 de Presidente Venceslau, com o intuito de desarticular o grupo.
- Marcos Willians Herbas Camacho, o Marcola, reivindica 60 aparelhos de TV para assistir aos jogos da Copa do Mundo e a liberação de visita no Dia das Mães. O governo se recusa a negociar.

### Sexta-feira, 12 de maio
- Marcola e mais sete líderes do PCC são levados para interrogatório na sede do DEIC em São Paulo. Marcola se recusa a depor oficialmente.
- Enquanto isso era dada a ordem de início das rebeliões por todo o estado.
- Por volta das 20 horas começam atentados na Grande São Paulo de forma simultânea. Os primeiro alvos são o 55º DP no Parque São Rafael, atacada por 15 carros, e um policial civil, próximo de sua casa em Guaianases, na zona leste de São Paulo.
- 9 pessoas são feridas em 19 ações registradas até a meia-noite. Morreram 4 policiais civis e um militar, além de um agente carcerário, em São Paulo, e dois guardas civis de Jandira, na região metropolitana.
- Na cidade de São Paulo, por volta das 21 horas, ataques contra postos policiais matam 3 policiais. Há suspeita que o Primeiro Comando da Capital (PCC) teria sido responsável pelos ataques. Até a meia-noite já eram 7 policiais mortos e outros 8 policiais ficam feridos em outros ataques.

### Sábado, 13 de maio
- Uma série de 45 atentados e de rebeliões de presos de 29 penitenciárias ocorrem no estado de São Paulo. Os ataques são atribuídos ao Primeiro Comando da Capital (PCC) contra os postos e delegacias policiais civis e militares, também atingindo alvos civis e do Corpo de Bombeiros, matando 25 pessoas e ferindo outras 38, entre militares e civis. Carlos Camacho, o Marcola, apesar de preso, era considerado líder do PCC desde 2002, sendo o 3º sucessor. Havia suspeita que alguns dos 12.601 presos libertados para passarem o dia das mães no dia 10 de maio, com previsão de voltarem no dia 17 de maio, estariam por trás dos ataques.
- Pela manhã, a situação é de uma megarrebelião em presídios sem precedentes. No total, 24.472 presos de 24 unidades prisionais se rebelaram e fizeram 129 reféns. A polícia prende 17 suspeitos em todo o estado.
- Em reunião com os principais membros da Secretária de Segurança Pública, o governador Cláudio Lembo se informa sobre os números relacionados aos atentados. Nada de novo foi decidido, além da mobilização do efetivo policial.
- Em entrevista coletiva o governador e o secretário de segurança pública, Saulo Abreu, consideraram a reação do PCC "previsível". O governador repudiou os ataques e os atribuiu a represália pela transferência do Marcola e líderes do PCC a penitenciárias de máxima segurança.
- O presidente Lula, que está em Viena, Áustria, condena e repudia os ataques.
- Candidatos à presidência da República, líderes de governos (federal, estadual e municipal) e toda a sociedade civil reagem condenando os ataques, que são atribuídos à falta de competência da segurança pública, aos altos índices (de desemprego, falta de oportunidades, alto desigualdade social, falta de escolaridade, muitos outros) e principalmente às leis, à Justiça e ao Código Penal (que são alvos de questionamentos e críticas, principalmente em decisões dos juízes no código, que é de 1940).
- A Secretaria de Segurança de São Paulo informa que foram 63 ataques, 5 a mais do que foi registrado no fim de tarde, e que há rebeliões em 18 presídios (24 rebeliões de presídios foram registrados), com 35 mortos, 30 feridos e 18 suspeitos presos.
- No fim da noite já eram contabilizados 69 ataques - 44 na Grande São Paulo. Os mortos chegavam a 32, sendo 22 deles policiais, 5 agentes carcerários, 1 civil e 4 criminosos. As rebeliões em andamento eram seis e ainda havia centenas de reféns nas cadeias do estado, a maioria parentes dos presos.

### Domingo, 14 de maio
- O PCC volta a atacar e praticar atentados em São Paulo e arredores. Nos primeiros ataques mais de 20 postos policiais e delegacias são atacados e mesmo alvos civis não são poupados pelo PCC. Os ataques foram mais intensos na Zona Leste e Zona Sul.
- Em Mato Grosso do Sul e Paraná houve uma série de rebeliões de presos: em Mato Grosso do Sul 5 penitenciárias são dominados por detentos e 1 penitenciária em Foz do Iguaçu.
- A polícia finalmente reage com energia. 15 agressores são mortos nos 33 ataques registrados até as 18 horas de domingo. O número de criminosos presos passa de 70.
- No começo da tarde líderes da unidade de Vila Maria da Febem recebem instruções do PCC de se rebelarem.
- Durante o Dia das Mães mais 47 presídios iniciaram rebeliões em todo o estado. No total 71 das 105 cadeias em regime fechado do estado registraram motins até as 23 horas. Também foi registrada rebelião no Complexo Tatuapé da Febem.
- Na manhã e tarde são enterradas mais de 20 pessoas entre policiais e um bombeiro e civis; entres os enterros uma viúva de um policial diz indignada com a situação: “cadê os órgãos dos direitos humanos? Até agora nenhum deles visitaram na minha casa para me confortar. Eles só querem saber em defender os presos e bandidos!”.
- Na tarde já eram 52 mortos e dezenas de feridos em 85 atentados. Nas primeiras 24 horas de ataques do PCC, iniciados às 21 horas de sexta-feira 12 de maio de 2005, aconteceram 100 atentados, 72 pessoas morreram, na sua maioria policiais civis e militares, guardas civis, bombeiros e havia 35 feridos, inclusive alvos civis, além de mais de 50 rebeliões de penitenciárias. Há casos de que os ataques já se ampliaram além contra policiais: carros foram atacados a tiros ou incendiados, casas que moravam policiais sendo atingidas aos tiros e recebendo telefones de ameaças.
- Na tarde o governador de São Paulo, Cláudio Lembo, dá uma coletiva de imprensa, pede ajuda de outros estados e afirma que a polícia estadual está firme.
- A governadora do Rio de Janeiro, Rosinha Garotinho, anuncia que está solidária e oferece ajuda a São Paulo. O presidente Lula, que chegou de Viena, Áustria, anunciou que não descarta a possibilidade de enviar o Exército para as ruas de São Paulo.
- No começo da noite também foram registrados dezenas de ataques a ônibus em São Paulo, principalmente nas zonas sul e leste da capital. Logo em seguida começaram a ser relatados ataques a agências bancárias.
- Na noite presos de 3 penitenciárias de Mato Grosso do Sul e de 4 penitenciárias do estado São Paulo encerram as rebeliões. Há informações de ataques de outras cidades do interior do estado de São Paulo, especialmente contra alvos policiais. A onda de ataques do PCC na cidade de São Paulo repercute no mundo inteiro.
- No fim da noite criminosos também lançaram coquetéis molotov contra duas bases da CET (Companhia de Engenharia de Tráfego), em frente ao terminal Parque Dom Pedro e outra no Glicério, na cidade de São Paulo.

### Segunda-feira, 15 de maio
- No início da madrugada tiros atingiram um guichê da estação Artur Alvim do metrô (Zona Leste), mas não houve confirmação sobre o possível envolvimento do PCC no caso.
- Durante a madrugada 11 agências bancárias foram atacadas na cidade de São Paulo e emTaboão da Serra, na região metropolitana, o que indica que o plano era desestabilizar a segurança pública envolvendo também ataques ao sistema bancário.
- No primeiro ataque um grupo de homens ataca a tiros e queima uma agência do Banco Itaú.
- Entre a madrugada, a manhã e a tarde são atacados alvos de transporte público, postos policiais, guardas civis e 45 carros são incendiados. Na madrugada há mais de 20 ônibus incendiados e ocorre outro ataque contra um banco, no qual matam um vigilante. Ocorrem prisões e enfrentamento entre policiais e bandidos, o que desde a véspera deixaram 18 pessoas mortas.

- Pela manhã 5 mil dos 15 mil ônibus da frota da cidade de São Paulo deixam de circular. Algumas empresas de transporte colocam apenas o mínimo exigido por lei nas ruas. Em Heliópolis, na zona sul, três bancos amanheceram metralhados. Chegam a 56 os ônibus atacados.
- Na manhã há informações que um comboio do metrô, o Centro de Engenharia de Tráfego (CET) e delegacias foram alvos de coquetéis molotov sem ferir ninguém. Há também informações entre fim de manhã e início da tarde de que 3 ônibus foram incendiados e 1 foi roubado e queimado em seguida, com os criminosos anunciando o local dos crimes. Entre madrugada e o dia seguinte ocorrem mais de 20 atentados.
- O rodízio de automóveis no centro expandido de São Paulo é suspenso.
- Há pressões tanto políticas, da sociedade civil e de militares para que o governo estadual e federal reagissem aos ataques com firmeza. Enquanto ocorriam os ataques eram enterrados policiais e civis que foram mortos na sexta e sábado.
- Cerca de 30% dos alunos não compareceram às aulas na zona sul devido à paralisação dos ônibus, conforme informado pela Secretaria Estadual de Educação.
- A Escola Estadual Dr. Alarico Silveira situada no bairro da Barra Funda região central da cidade de Capital registra o menor número de alunos nas escolas estaduais, apenas 6 alunos (dos mais de 1000 matriculados no período da tarde) compareceram às aulas.
- O pânico toma conta da região da Capital. Comerciantes fecham as portas, pelo menos 12 shoppings encerraram as atividades no dia e escolas e faculdades particulares suspendem as aulas alegando falta de segurança.
- No início da tarde 91 morreram em ataques. Na tarde presos das 5 rebeliões de Paraná se rendem depois de mais de 24 horas de rebelião. O governo do estado afirma que as rebeliões não tinham ligação aos ataques do estado de São Paulo.
- O governo do Mato Grosso do Sul anuncia o fim das rebeliões no estado e que os amotinados preferiram encerrar a rebelião. A Polícia do estado de Pernambuco prende em Recife 7 membros de PCC, que estariam planejando repetir as ações de São Paulo, como queima de ônibus e ataques contra a polícia. Não é a primeira vez que membros do PCC são presos no estado, em janeiro daquele ano 8 foram presos por tentarem planejar ataques contra delegacias para resgatar presos. No fim de tarde já são 7 ônibus que foram incendiados em menos de 8 horas.
- No início da tarde o Ministro da Justiça, Márcio Thomaz Bastos, anuncia a ajuda do governo federal e de outros estados ao São Paulo, pela iniciativa do presidente Lula.
- Por volta das 14h e 10min um boato surgido na polícia, que foi divulgado pela Rede Record, dizia haveria um toque de recolher às 20h. O boato foi desmentido pela Secretária de Estado e pela Polícia às 14h e 50min. Até o fim de tarde aconteceram 184 ataques, nos quais 31 policiais, 8 vigias e 4 civis foram mortos, além de 31 criminosos. 94 criminosos haviam sido presos, 61 agências bancárias de 8 bancos foram atacadas. A violência dos ataques leva as empresas de ônibus a não colocar várias linhas em funcionamento. Devidos a problemas de trânsito, a CET encerra a contagem e chega aos 197 km de engarrafamento, a maior do ano na Grande São Paulo. No início da noite o congestionamento chega a 212 km, outro recorde do ano.
- O pânico chega ao interior do Estado, cidades como Limeira, Mogi Guaçu, Mogi Mirim, Bauru, Itapira param no meio da tarde, com todas as lojas dos centros fechadas.
- No fim de tarde o governador de São Paulo, Cláudio Lembo, rejeita pela 2ª vez a proposta do governo Lula de enviar 4 mil militares do Exército, tendo ocorrido a 1ª rejeição na véspera, apesar da visita do Ministro da Justiça Márcio Thomaz Bastos ao estado.
- Durante a tarde todas as rebeliões são controladas e os ataques praticamente cessam. O governo paulista, que havia acusado a imprensa de espalhar boataria, teria supostamente negociado com o PCC o cessar-fogo. O governo desmente.
- A violência do PCC provoca o fechamento de comércios e até os 12 shoppings existentes no São Paulo no início da tarde e a ameaça de bombas no Aeroporto de Congonhas e Guarulhos. A Secretária de Estado de São Paulo anuncia às 21h que já controla as 79 penitenciárias de todo o estado. No início da tarde haviam apenas 2 penitenciárias em rebelião e no dia anterior eram 65 penitenciárias rebeladas.
- A imprensa critica a atuação da polícia no caso por falta de comunicação com as repartições de inteligência do estado e falta de informação durante a crise por parte do governo.
- Engarrafamento recorde segundo o CET. Em seguida termina a última rebelião, 75 horas após o início do conflito. Também cessam atentados no dia com menor número de atividade da organização criminosa.
- O governador Cláudio Lembo concede a entrevista ao vivo ao Jornal Nacional, afirmando que todas as 78 prisões rebeladas foram controladas. O Jornal é excepcionalmente ancorado da área externa da sede da Rede Globo em São Paulo.
- Por volta das 21h e 30 min policiais cercam na Zona Sul de São Paulo membros do PCC que estariam num prédio. Há troca de tiros e um membro do grupo foi preso pela polícia (que foi confirmado 1h mais tarde). Mais tarde um confronto entre PCC e Polícia mata 3 criminosos da facção. Por volta das 22h e 10 min ocorre mais um ataque do PCC contra postos policiais (chegando a 201 ataques). Por volta das 23h é noticiado que o governo estaria negociando com o PCC para o fim dos ataques, o que não foi confirmado ou negado pelas autoridades estaduais. Quase à meia-noite é divulgado o balanço dos atos: 181 ataques e 91 mortos.

## Terça-feira, 16 de maio
- Entre 21 horas do dia 15 até às 6 horas da manhã, pela primeira vez em anos, o trânsito das avenidas e ruas da cidade de São Paulo diminui em mais de 95%.
- De madrugada dezenove pessoas foram assassinadas, suspeitas de envolvimento nos atentados, em alegados confrontos com a polícia, sendo que 14 estariam diretamente envolvidas com os atentados.
- Na madrugada houve tentativas fracassadas de ataques do PCC, fatos são divulgadas pela imprensa: às 3h e 25 min, dois policiais que estavam numa rua encontraram 4 homens (2 a pé 2 em uma moto) os dois 2 homens de moto fugiram e os outros 2 tentaram escapar da ordem de prisão, sacaram suas armas e foram baleados pelos policiais. Os criminosos morrem após serem levados ao hospital, apenas um é identificado como Jonatan Ribeiro Faria tinha a gargantilha do lema do PCC: “Paz, Justiça e Liberdade”, as duas armas com “PCC” e “1533”, outro é uma lista em que eles planejaram 2 ataques contra os postos policiais, uma é às 4h e outra é 6h.
- Outro ataque foi quando um táxi roubado com homens armados atacou a tiros um posto policial, sendo perseguidos e mortos pela polícia, que encontra dentro do carro 8 bananas de dinamite. É noticiado em que por volta das 22h do dia 15 de maio um prédio residencial foi atacado a tiros, mas nenhum deles atingiu as janelas, os prédios ficam perto de uma favela. Um homem foi preso com 2 coquetéis molotov, armas e munição, afirmando que houve ordem do PCC para os ataques contra postos policiais. Mais uma delegacia é atacada a tiros, a mesma atacada do dia anterior.
- A cidade volta à normalidade durante o dia, apesar de algumas repartições públicas, escolas e faculdades não abrirem.
- O rodízio no centro expandido de São Paulo é suspenso.
- A Secretária de Estado de São Paulo anuncia na manhã que foi 210 ataques e 115 mortos. Na manhã e tarde, mais 7 ônibus foram incendiados, dos quais 4 queimados e 3 atacados. A Secretária de Estado de São Paulo anuncia na tarde os números oficiais até ontem: 251 ataques, 44 mortos (dos quais 23 policiais mortos, dos quais 13 em folga e o resto de civis) e 51 feridos, 71 bandidos com ligação com PCC mortos entre troca-tiro contra polícia e outros 115 deles presos, 113 armas apreendidas do PCC e 80 ônibus incendiados.
- Durante a noite, a violência recomeça e no principal ataque, a Prefeitura de Osasco e atingida. Mais 33 pessoas são mortas pela polícia por suspeita de envolvimento direto com o caso. Outras 24 são presas.
- O Secretário da Segurança de São Paulo, Nagashi Furokawa, nega uma negociação com os líderes do PCC para que parassem os ataques, eles Carlos Camacho “o Marcola”, mas admite que uma advogada do Marcola, esteve na penitenciária de Presidente Prudente no dia 14, que falou que está acontecendo casos de ataques do PCC. A advogada que ele fala é a Iracema Vasciaeo.
- Em São Paulo, um carro com 4 homens atira contra 4 carros da polícia estacionados próximos da delegacia e fogem. No fim de tarde, mais um ônibus é incendiado no bairro Jaçanã na Zona Norte, mas logo depois se descobre que não é uma ação do PCC, pois uma multidão incendiou em protesto contra a morte de um jovem Ricardo Flauzino de 24 anos morto a tiros quando ia buscar a noiva no ponto de ônibus por policiais escondidos, pois no mesmo lugar um dia antes haviam avisado que apos as 20h não poderiam sair de casa, ou seja, deram toque de recolher para os moradores de um conjunto habitacional CDHU. Ele tinha o casamento marcado para o próximo mês, sendo assim resgatado pelos mesmos policiais, e deixado no Hospital São Luiz Gonzaga já em óbito, sem maiores consequências posteriores.
- A Secretária de Estado de São Paulo afirma que 18 suspeitos mortos em desde onda de ataques do PCC, eram entre 12.601 soltos para passarem o dia das mães.
- Em uma reunião inédita, 23 secretários de segurança dos estados se reúnem sobre a crise da segurança de São Paulo. O secretário de segurança de Paraná foi que deu coletiva de imprensa.
- A Câmara e o Senado anunciam o desengavetamento das leis de segurança que poderia tido aprovado em 2003, ano em que os 2 poderes assumiram os cargos.
- No fim de tarde, o Ministério Público de São Paulo entra em ação judicial contra as companhias telefônicas para que elas fornecerem bloqueadores de celulares nas prisões de São Paulo.
- O apresentador do Brasil Urgente, José Luiz Datena diz que foi informado pelo Disque-Denúncia, que foi ameaçado de morte ontem por PCC se saísse da Rede Bandeirantes às 22 horas. O próprio apresentador chama ao vivo no programa a ameaça como “covarde” e que sai da emissora às 19hs30min e não 22h e rejeita uma escolta policial da DEIC “para que os carros sejam usados nas ruas”.
- A Câmara Estadual de São Paulo aprova na noite o pagamento de 2% a 30% aos policiais, que no estado é uns dos menores do Brasil. O maior exemplo é que o Piauí paga os altos salários do que no estado de São Paulo.
- Em Bauru, as ruas ficaram completamente vazias. Policiais pedindo para fechar os pontos comerciais (supermercados, shopping, escolas, faculdades, entre outras). Os ônibus retornaram às 21:00 para a garagem.
- A sociedade sofreu as consequências dos atentados. Todos esperavam uma resposta e se voltaria tudo ao normal pelos noticiários da TV em suas casas.

## Quarta-feira, 17 de maio
- O PCC volta a praticar mais ataques na madrugada, manhã, tarde. O ataque foi na prefeitura de Osasco com 3 tiros (1 na parede, 1 na placa de publicidade, 1 janela) por 3 homens; houve uma perseguição de carro por policiais que estavam estacionados na prefeitura e matam 2 e 1 fugiu. Em Itaquara, município do estado de São Paulo, 3 bandidos foram mortos pela polícia ao tentarem atacar postos policiais. Outra reação policial é que ocuparam várias favelas de São Paulo e outros municípios vizinhos pelo 2º dia seguido. Outra reação policial é a morte de 5 homens do PCC numa rua da favela, mas os moradores locais dizem que eles não faziam parte do PCC e nem eram bandidos. Os ônibus foram incendiados na Avenida Ângelo (1), Jardim Ângela (2), Zona Sul (2).
- O Ministro de Relações Institucionais, o deputado Tarso Genro (PT-RS) diz na coletiva de imprensa, que a culpa pela violência em São Paulo é o ex-governador e atual candidato à presidência Geraldo Alckmin. A declaração de Tasso Genro provoca uma grave crise entre governo e oposição. Alckmin que está em viagem pela campanha em Alagoas não quis comentar o fato. Ao contrário do Alckmin, outros deputados do PSDB e PFL criticaram a declaração de Genro. No Congresso Nacional, o presidente do PSDB, o deputado Tasso Jereissati (PSDB-CE) criticou e se irrita com a declaração, ameaçou liderar um bloco com PFL para bloquear votações das leis no plenário e chega a pedir o rompimento de relações de oposição com o governo porque o “ministro que fala bobagens” e pede a demissão do ministro Tasso Genro. O vice-líder do governo, o deputado Romero Jucá (PT-RR), tentou acamar deputados do PSDB e PFL, mas não consegue. No início da noite, Genro se desculpa pela declaração e volta atrás.
- Na tarde, um escândalo sobre a violência em São Paulo é noticiado: o técnico de áudio, Athur Vinícius Silva, é preso pela polícia enquanto se realiza a sessão da CPI de Tráfico de Armas, com suspeita de ter vazado informações sobre a CPI. Na quinta-feira, uma reunião secreta entre 2 deputados de SP (Bitencourt e Ferraz), 1 advogado do PCC, 1 relator da CPI, foi gravado por 3 homens atrás das paredes. Athur Silva fez duas cópias para o CD e vendeu para 2 advogados do PCC (Sérgio Rezer Cunha e Maria Cristina Machado) por 200 reais, que horas depois eles mostraram trechos para outros membros do PCC que o Marcola e 7 líderes do PCC seriam transferidos na Prisão Máxima de Presidente Pudente no dia das mães, o que seria o estopim para os ataques. Athur Silva, só não foi preso e levado na prisão, por confessar na CPI os detalhes. O técnico de áudio, Athur Vinícius Silva, trabalhava no governo há 3 anos e entrou no Programa de Proteção às Testemunhas, pois teme ser morto por presos. A advogada Maria Cristina Machado nega ter pagado ao Silva os 200 reais. No fim de tarde, é perdida a prisão preventiva aos 2 advogados.
- A advogada de Marcos Willian Hadeas Carlos Camacho “o Marcola”, Iracema Vasciaeo diz no programa “Tarde na Casa”, da apresentadora Sônia Abraão, da RedeTV!, que não houve uma negociação do governo de São Paulo e o PCC. Ela confirma que se encontrou no domingo com o Marcola e outros 7 líderes do PCC, mas só falou ao Marcola dizendo que está acontecendo os ataques da facção criminosa que lidera, apesar de estar preso, contra alvos policiais e civis e que teria baixado a cabeça ao souber dos ataques. A Afirmação da advogada desmente o que Secretário de Segurança de São Paulo, Nagashi Furokawa, que ela se encontrou apenas 1 líder do PCC que era Marcola.
- O Ministério Público-SP anuncia que entrou em processo para que investigasse sobre 60 televisões que entraram nos últimos 2 meses nas prisões a perdido dos bandidos. O procurador-geral do MP-SP, Paulo Rebello acha “ridículo” as televisões nas prisões.
- A Câmara Estadual de São Paulo aprova uma lei que obrigue que as companhias celulares desliguem em 48 horas as torres que ficam perto das prisões de 5 municípios, sob pena de pagarem multas que totalizam entre 10 mil a 30 mil reais. O porta-voz da câmara diz que essa é uma medida extrema contra crime “mesmo que prejudique as populações que morem próximos às prisões”. No entanto não há explicação por que a Prisão Máxima de Presidente Prudente não é incluída.
- A Comissão Jurídica do Senado aprova as 11 leis com urgência sobre a segurança, que estavam parados desde 2003. O presidente da comissão o senador Antônio Carlos Magalhães (PFL-BA), irritado com declarações do ministro da Justiça, Thomaz Bastos, ser contra a aprovação das leis ontem, diz que o ministro “não tem autoridade de mandar e nem autoridade de governar”.
- Por volta das 18 horas, a Secretária da Segurança de São Paulo divulga o novo balanço dos ataques do PCC: 281 ataques no total, 25 suspeitos mortos (92 mortos no total), 54 casas de policiais atacados a tiros por bandidos, 9 pessoas presas por suspeita de serem do PCC, 124 armas apreendidas no total (+11 de hoje), 1 ônibus incendiado. Há informações que 22 bandidos que enfrentaram a polícia na madrugada foram mortos.
- O dólar fecha na cotação de US$ 1,00 aos R$ 2,203 (+ 3,23% a mais no dia anterior) e a Bolsa de Valores de São Paulo com –1,83 % de queda. O motivo é o anuncio é os juros do 1º bimestre nos Estados Unidos foi o maior do que era previsto o que obriga que os juros de outros países tenham que aumentar, inclusive no Brasil. Outro motivo também da alta foi aos ataques do PCC que impediu que 8 milhões de reais fossem aplicados na bolsa. O salto da cotação entre dólar/real foi o maior desde março de 2003. Na semana passada a cotação era 2,09 reais.
- O Comandante Policial do Município Baueri, Miguel Rebelo da Silva, diz em exclusividade na RedeTV! que houve negociação entre governo e membros do PCC, mas que o acordo teria sido descumprido e ameaçaram a voltar grandes ataques.
- Major Maia, porta-voz da PM/SP, diz na RedeTV!, confirma que houve a volta de ataques do PCC em São Paulo e São José do Rio Preto.

## Quinta-feira, 18 de maio
- Entre a noite de ontem e a madrugada de hoje, em Osasco, na Grande São Paulo, 2 suspeitos foram mortos ao tentarem enfrentar a polícia. Em Heliópolis, bairro de São Paulo, 2 suspeitos ao enfrentar a polícia, que encontra um grande arsenal de armas de metralhadoras, revólveres, cartuchos com balas, bananas de dinamite. No 42º Batalhão da Polícia, 2 homens invadiram aos fundos do batalhão e atiraram contra o local, mas a polícia mata 1 e outro foge. Em São Paulo, a polícia prende 4 suspeitos dos ataques na favela. Em Mogi-Mirim e Valinhos 11 bandidos mortos 4 dois quais em São Paulo. Em São Paulo, 2 homens foram presos na manhã por estarem envolvidos no crime organizado. Em Itapeví, 1 homem foi morto a tiros e a polícia encontra armas,munição e drogas. A polícia prende na tarde, Eduardo Vasconcelos, o Mascote, diz que ordens dos ataques foram dentro das prisões. No fim de tarde, a polícia prende um perueiro acusado de planejar incendiar as vans sob ordem do sindicato.
- Na tarde, Godofredo Bitencourt, chefe da DEIC, dá uma coletiva que a polícia vai aumentar efetivos, ser dura contra o PCC e repudia a grande quantidade de morte dos policiais. Sobre o 1º bombeiro morto em ações do PCC diz que “Uma andorinha morreu. Morreu um bombeiro. A única arma do bombeiro é a mangueira”.
- A Secretária de Segurança de São Paulo divulga que dos 12.601 presos soltos para passar o dia das mães, 965 não retornaram. A Secretária de Segurança de São Paulo divulga que houve de ontem à noite até a tarde de hoje, 297 ataques, 92 ônibus incendiados, 104 ou 107 suspeitos mortos, 124 presos e 146 armas apreendidas.
- A Corregedoria de Polícia de SP entra uma ação judicial contra as emissoras de TVs Rede Bandeirantes e Rede Record, sob acusação de estarem promovendo “apologia ou incentivo a crime” por divulgarem “falsas reportagens sobre líderes do PCC”. Ontem a Record divulgou a entrevista de um dos líderes do PCC, falando e combinando sobre os ataques; em Bandeirantes, o apresentador José Luiz “Daterna” entrevistou a suposta voz do líder do PCC, Marcos Marcola, na rádio Bandeirantes, que afirma que os ataques de sexta até segunda foi do PCC e que ataques de terça em diante não são do PCC, mas não descarta que o PCC participa ao ser perguntado sobre o suposto acordo do governo de SP e o PCC, diz não tem essa informação. Record afirma que seria a entrevista de uns dos líderes do PCC, mas a Bandeirantes não comenta, mas logo afirma que conseguiu entrevista com o número de telefone com autorização de outros membros mais próximos ao Marcola.

## Sexta-feira, 19 de maio
- Ao contrário dos dias anteriores, não há ataques do PCC entre a noite de ontem e de hoje. Mesmo assim, em São Paulo, dois homens na moto param num bar e atiram contra 5 rapazes entre menores e maiores de 18 e mata 1, os dois da moto fogem; há suspeita que fosse acerto de contas, mas também o mesmo bar a polícia tentou fechar a alguns dias e não deu certo no auge dos ataques do PCC. O comando das polícias civil e militar afirma que desde a reação policial contra o PCC, caiu em 50% os roubos, assaltos, mortes e outros crimes frequentes na cidade e Grande São Paulo.
- O Ministério Público de São Paulo entra em ação judicial para que a polícia divulgasse nomes dos criminosos mortos pela polícia. Dos 107 mortos, 86 foram identificados, hoje os 11 foram enterrados como indigentes (para que sejam identificados mais tarde com fotos) e o resto foram identificados, mas as famílias não procuraram. Entre corporações, 44 militares morreram; 2 bombeiros mortos e 1 ferido (1 morto em Ribeirão Preto, e na rua da cidade de São Paulo 2 bombeiros foram atingidos, matando 1 que era João e ferindo gravemente Adriano Pedro Horácio).
- A Secretaria de Estado de São Paulo divulga que houve 294 ataques do PCC, dos quais, 136 alvos policiais, 82 ônibus depredados e queimados (só 22 foram depredados), 59 em casas policiais, 1 estação do metrô, 1 no pátio de ônibus, 1 contra o carro da CET; 246 mortos dos quais 107 de suspeitos, 44 policiais (civis, militares e municipais), 4 civis, 2 bombeiros, e outros; mais de 110 armas apreendidas.

## Sábado, 20 de maio
- O governador de São Paulo, Cláudio Lembo, afirma que pela primeira vez que alguns suspeitos mortos podem ser inocentes. Órgãos como direitos humanos e a OAB pedem que os mortos não identificados (no total de 17) não sejam enterrados como indigentes para não atrapalharem as buscas e não encerrar o caso rapidamente.

## Domingo, 21 de maio
- Termina às 18 horas, o festival “Dia da Virada”, que durou 24 horas que quase teve o evento quase cancelado por causa das ações criminosas do PCC em São Paulo. O evento era de mais de 100 palcos de cantores, teatros, exposições de artes e outros.

## Segunda-feira, 22 de maio
- Os órgãos de direitos humanos entram em ação conjunta para que sejam divulgados os nomes e as idades dos 109 suspeitos de mortos pela polícia, mas nada cita sobre os 44 policiais mortos. No entanto, tanto o governo de São Paulo, a polícia e o IML afirmam que não vão divulgarem cedo. Dos 109 suspeitos de serem do PCC mortos, 85 identificados pelos familiares e enterrados, 12 ainda não identificados, 11 em investigação e 1 enterrado como indigente. Segundo a própria investigação da polícia, dos 294 ataques do PCC, 36 partiram das motos. Na noite, é preso Francisco Pires Pinheiro, no bairro Santa Cecília, outro homem que estava com Francisco fugiu da polícia. Ambos estavam dentro do carro que carregavam armas marcadas com inscrição do PCC. Ele está preso no 77º Distrito Policial (DP).
- A Câmara anuncia que barrou o depoimento do líder do PCC, Marcos Marcola, na CPI do Tráfico de Armas, por temer que o Congresso Nacional fosse alvo da organização criminosa. O presidente da câmara, Aldo Rebelo anunciou a medida em coletiva de imprensa. Não é a primeira vez que a câmara se preocupa com segurança, pois em agosto de 2005 uma ameaça de uma mala-bomba, achada dentro da sala da câmara, foi detonada fora pelo esquadrão contra-bombas e se verificou que não havia explosivos.
- A Ordem dos Advogados do Brasil (OAB) anuncia que pode expulsar os advogados Sérgio Rezer Cunha e Maria Cristina Machado. Eles são acusados de pagar 200 reais ao ex-técnico de som, Athur Vinícius Pilastes Silva, da cópia de áudio de CD da CPI do Tráfico de Armas, para divulgassem em 40 prisões em áudio-conferência, em que cita os líderes do PCC, incluindo Marcos Marcola, seriam transferidos. A notícia da transferência dos líderes do PCC foi o estopim para a onda de 294 ataques e atentados no estado de São Paulo entre os dias sexta-feira dia 12 de maio até quinta-feira dia 18.

## Terça-feira, 23 de maio
- O secretário de Segurança de São Paulo, Saulo de Abreu de Lima divulga os números e não nomes, da onda de violência no estado de São Paulo. Dos 110 suspeitos mortos por serem do PCC, 79 em tinham ligações com os ataques. Dos 79 mortos nos ataques, 31 eram outros ataques isolados, 55 com ligação de outros ataques, 49 eram acusados pelos ataques. Dos 135 presos até então, 69 estavam ligados aos ataques.
- CPI do Tráfico das Armas: a advogada do líder do PCC, Marcos Marcola, Maria Cristina Machado, depõe na CPI com várias contradições entre a reunião com outro advogado Sérgio Rezer Cunha com o ex-técnico de áudio de som, Athur Vinícius Silva. Ela nega que teria encontrado com o ex-técnico, não se encontrou com o advogado Rezer Cunha para o pagamento, mas acusou Rezer de ter recebido dinheiro. No entanto é desmentida com o vídeo da Câmara em que aparecem os advogados e o ex-técnico, enquanto ela estava fora por problemas de saúde. Antes de falar na CPI, ela levou tombo ao querer-se desviar da imprensa. Logo depois, aparece depor Sérgio Rezer Cunha, também com várias contradições. A CPI decide acarear os dois advogados na noite, com acusações e contradições entre eles, levando alguns deputados a pedir prisão preventiva contra advogados com expulsão na OAB. Surge uma nova denuncia contra dois advogados com o fim do depoimento: em 25 de janeiro deste ano, ambos visitaram Marcos Marcola no dia de aniversário, segundo o catálogo de visita de presos da Prisão Máxima Presidente.

## Quarta-feira, 24 de maio
- A Polícia Militar-SP divulga na manhã que dos 59 mortos em Guarulhos, 25 não tinham registro policial, dos 132 mortos a tiros no total. No dia 12, os registros policiais, tinham apenas 4,75% de morte de arma de fogo, no dia 13, o índice aumentou para 71,88%. Os 32 mortos podem não serem bandidos ligados aos ataques, entre eles está o caso dos dois amigos de infância, Bruno e Diego, que segundo as famílias das vítimas e as testemunhas, foram mortos na noite na frente de casa por homens armados com rostos escondidos por tocas ninjas com 9 tiros, dos quais 6 e 3 respectivamente. Ontem o diretor da DEIC admite que “inocentes podem ser sidos mortos” e não descarta que exista o esquadrão da morte promovida por policiais revoltados ao perder colegas ou membros da corporação, suspeita aumentada por causa de uma foto divulgada ontem por jornalistas em que aparecem 2 policiais de costas que traziam camisas do “Esquadrão da Morte. Scuderie Le Cocq” no dia da aprovação do aumento salarial após onda de violência de São Paulo, levando a Corregedoria da Polícia de São Paulo em querer afastar e punir os dois policiais se for identificados. O Centro Regional de Medicina (CRM) divulga o relatório do Instituto Médico Legal (IML) entre 12 e 20 de maio que recebeu 132 mortos por perfuração de armas de fogo, que na normalidade seria menos de 5% em uma semana, mas afirma que precisa de estudos, mas a nova lista é rejeitada pela Secretária de Segurança de São Paulo. Em Limeira (SP), um dos dois homens de uma moto joga uma granada contra a Base de Limeira na madrugada, mas só não explode por que não tinha pino para explodir; os dois homens fogem sem serem identificados; na manhã, a Polícia Civil desativa a base e muda de rotina no local.
- CPI Tráfico de Armas: membros da CPI interrogam os três principais presidentes das operadoras Vivo, Tim e Claro, em que eles afirmam que a única solução de impedir a entrada de celulares é colocar detector de objetos nos presídios, no entanto é criticado por deputados de que falta interesse das operadoras celulares em combater junto com a polícia o crime dentro das cadeias. Um dia depois que houve uma acareação de contradições entre os advogados dos líderes do PCC na CPI, Sérgio Rezer Cunha e Maria Cristina Machado, o Ministério Público acusa dos advogados por envolvimento com a criminalidade; O MP além de acusar os advogados, exige que a CPI faça acareação entre os eles e o ex-técnico de áudio, Athur Vinícius Pilastres Silva, que aceitou suborno de 200 reais para liberar cópias de áudio aos advogados para membros do PCC presos em 40 cadeias, o que foi estopim para uma onda de violência no estado de São Paulo.
- A Corregedoria de Segurança de São Paulo anuncia no fim de tarde que pode abrir processo para punir as emissoras de TVs Rede Record, RedeTV! e Rede Bandeirantes, por “práticas jornalísticas abusivas entre os dias 13 até 19 de maio”, dias em que o PCC promoveu 294 ataques na onda de violência do estado de São Paulo, que divulgaram entrevistas e conversas de celulares dos supostos integrantes do PCC, divulgações de algumas informações que logo depois se tornaram falsas. A Rede Record diz ter certeza a veracidade da entrevista; a RedeTV! diz sobre erros de notícias que a afirmação do apresentador foi dada no telejornal e foi corrigido no mesmo dia no mesmo telejornal; a Rede Bandeirantes não quis pronunciar.
- O Ministério Público acusa dos advogados por envolvimento com a criminalidade; O MP além de acusar os advogados, exige que a CPI faça acareação entre os eles e o ex-técnico de áudio, Athur Vinícius Pilastres Silva, que aceitou suborno de 200 reais para liberar cópias de áudio aos advogados para membros do PCC presos em 40 cadeias, o que foi estopim para uma onda de violência no estado de São Paulo.

## Quinta-feira, 25 de maio
- CPI Tráfico de Armas: começa às 11 horas, acareação entre os advogados Sérgio Rezer Cunha e Maria Cristina Machado, o ex-técnico de áudio, Athur Vinícius Pilastres Silva. Os advogados são acusados de subornar o ex-técnico de áudio por 200 reais. Antes de começar a acareação Athur Vinícius Silva estava com colete à prova de balas e escolta policial desde dia 17 de maio, quando decidiu denunciar os advogados. Na acareação, era entre o ex-técnico de áudio e o advogado, em que houve mais uma vez as contradições do advogado e que ex-técnico de áudio reiterou as acusações que subornaram. No entanto em 30 minutos da sessão, ao ser perguntado pelo deputado Analdo Faria, “Você tinha dito ontem que se encontrou com Marcos Marcola, mas diz que não se encontrou e diz que não se encontrou”, o advogado diz “Mantenho o direito de ficar calado”, o deputado retrucou “Aprende bem a malandragem”, o advogado responde “Aqui se aprende rápido aqui”. Outro deputado na cadeira diz que o “advogado falou ‘aqui’. ‘Aqui’!”. O advogado diz que “não falei não” e houve bate-boca dos deputados que se revoltaram com ofensa e a sessão foi suspensa para rever o vídeo. Ao ser revisto o vídeo, às 11h 45min, o presidente da CPI do Tráfico de Armas, Moroni Torga, diz “pelo artigo 323, peço que a Polícia Legislativa a prisão do advogado Rezer Cunha”, ao receber a voz de prisão, mas não chega ser preso e nem pagar fiança, pois ele assinou o compromisso de responder o processo. Ao levado fora da CPI algemando, Rezer Cunha declarou à Rede Record não se arrepender ter dito “o que o povo brasileiro queria falar”, ao referir diretamente o Congresso. Enquanto o advogado estava fora, houve acareação entre ex-técnico de áudio Athur Vinícius e a advogada Maria Cristina Machado. Ele reiterou acusações contra a advogada que lhe pagou 200 reais, negada por ela. Quando o advogado retornou após assinar o compromisso, os dois advogados e o ex-técnico de áudio tiveram a acareação com novas contradições dos advogados que recusaram responder algumas perguntas e o Athur respondeu todas as perguntas. Com o fim da acareação, uma testemunha que prestou depoimento secreto, telefonou à CPI que o presidente da CPI (Moroni Torga) “que corre risco de vida”; o presidente da CPI diz que não teme com ameaças.
- O Instituto Médico Legal (IML) divulga que foram 132 mortos entre os dias 12 até 20 de maio, dos quais 79 mortos em confrontos com a polícia, 53 mortos por forma violenta, mas não relacionada aos ataques. Dos 132 mortos, aumentou 19 para 25 mortos relacionados aos ataques; em São Paulo, na Zona Norte morreu 1, na Zona Sul foi 8, na Zona Leste foi 6 e no município de Guarulhos foram 3 chacinas com 10 mortos. As investigações dos direitos humanos estão em dois casos: no 1º dia 14, segundo testemunhas, um carro preto com vidros escuros com 4 homens encapuzados ameaçou nas ruas com morte aos moradores e logo depois 5 homens que estavam frente de casa foram surpreendidos a tiros por mesmos homens do carro, o pai que estava no andar de cima testemunhou o crime, em que matou 3 e entre eles um dos filhos, que tentou socorrer; no 2º caso dois amigos de infância, Diego e Bruno, foram mortos por homens encapuzados na frente de casa com 9 tiros (6 de um e 3 de outro). Ambos os casos coincidem com testemunhas: homens encapuzados, com armas com calibre grosso. O prazo dado pelo Ministério Público-SP de 72 horas termina hoje, mas as polícias civil e militar preferem não divulgar de imediato.

## Sexta-feira, 26 de maio
- O Secretário de Administração Penitenciária do Estado de São Paulo, Nagashi Furokawa, entrega às 9 horas da manhã, uma carta-renúncia ao governador do estado, Cláudio Lembo, alegando “assuntos pessoais” pela renúncia. Nagashi Furokawa era secretário há 7 anos e meio, desde a administração do Mário Covas (1995-2001) que morreu em 2001, e mantido no cargo pelo vice Geraldo Alckmin (2001-2006), que assumira o cargo de governador. Furokawa caiu depois de ter admitido à imprensa que teria permitido instalar 60 televisões novas nos presídios poucos dias antes da onda de ataques do PCC a pedido dos presos que queriam assistir aos jogos da Copa de 2006.